# UFC 168
UFC 168: Weidman vs. Silva II foi um evento de artes marciais mistas promovido pelo Ultimate Fighting Championship, ocorrido em 28 de dezembro de 2013 no MGM Grand Las Vegas em Las Vegas, Nevada.

## Background
O evento principal inicialmente seria a disputa do Cinturão Peso Galo Feminino do UFC, entre Ronda Rousey e Miesha Tate, porém, acabou substituído, pela luta pelo Cinturão Peso Médio do UFC em uma revanche entre Chris Weidman e Anderson Silva. Então a luta entre Rousey e Tate foi passada para o co-evento principal.
Shane del Rosario e Guto Inocente eram esperados para se enfrentar no evento, porém, uma lesão tirou os dois do evento, e a luta foi riscada do card.
Diego Brandão pesou sete pounds a mais do limite de 146 pounds. Brandão ainda pesou novamente e deu 151.5, mas ele foi punido com 25% da bolsa.
Anderson Silva acabou fraturando a canela, logo após tentar um low kick.

## Card Oficial
Nota 1 Pelo Cinturão Peso-Médio do UFC.

Nota 2 Pelo Cinturão Peso-Galo Feminino do UFC.

## Bônus da Noite
Cada lutador recebeu US$75.000 (cerca de R$ 176,5 mil).
- Luta da Noite (Fight of the Night):  Ronda Rousey vs.  Miesha Tate
- Nocaute da Noite (Knockout of the Night):  Travis Browne
- Finalização da Noite (Submission of the Night):  Ronda Rousey